# Gonocephalus bornensis
Gonocephalus bornensis es una especie de reptil escamoso del género Gonocephalus, familia Agamidae. Fue descrita científicamente por Schlegel en 1848.
Habita en Indonesia, Malasia y Tailandia. La longitud de la cabeza y cuerpo es de 130 mm, la cola mide 275 mm. Los machos subadultos son generalmente de color marrón, oliva y verde en el dorso, a menudo con reticulaciones oscuras. Los machos adultos son predominantemente machos con reticulación indistinta. Iris de color marrón oscuro o azul claro. Las hembras son de color rojo rojizo con manchas ovaladas formadas por reticulaciones a los lados del cuerpo.
Se encuentra en selvas tropicales primarias y secundarias. De hábitos arbóreos, viven en troncos de árboles y en lianas, a menudo cerca de arroyos. Depositan los huevos en una pequeña madriguera excavada en el suelo. Se ponen hasta cuatro huevos (de 22 mm de longitud cada uno) por nidada a intervalos de tres meses.

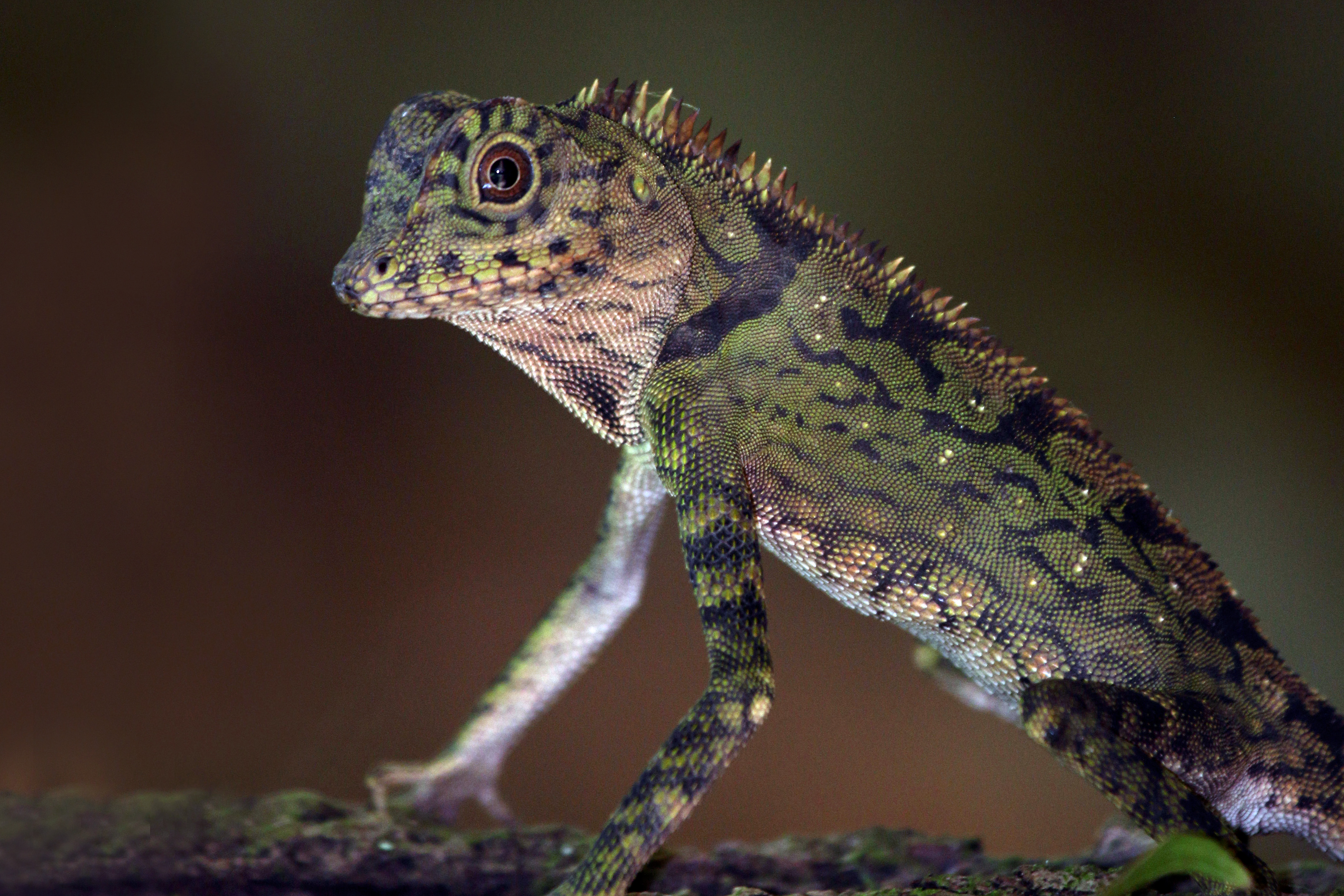
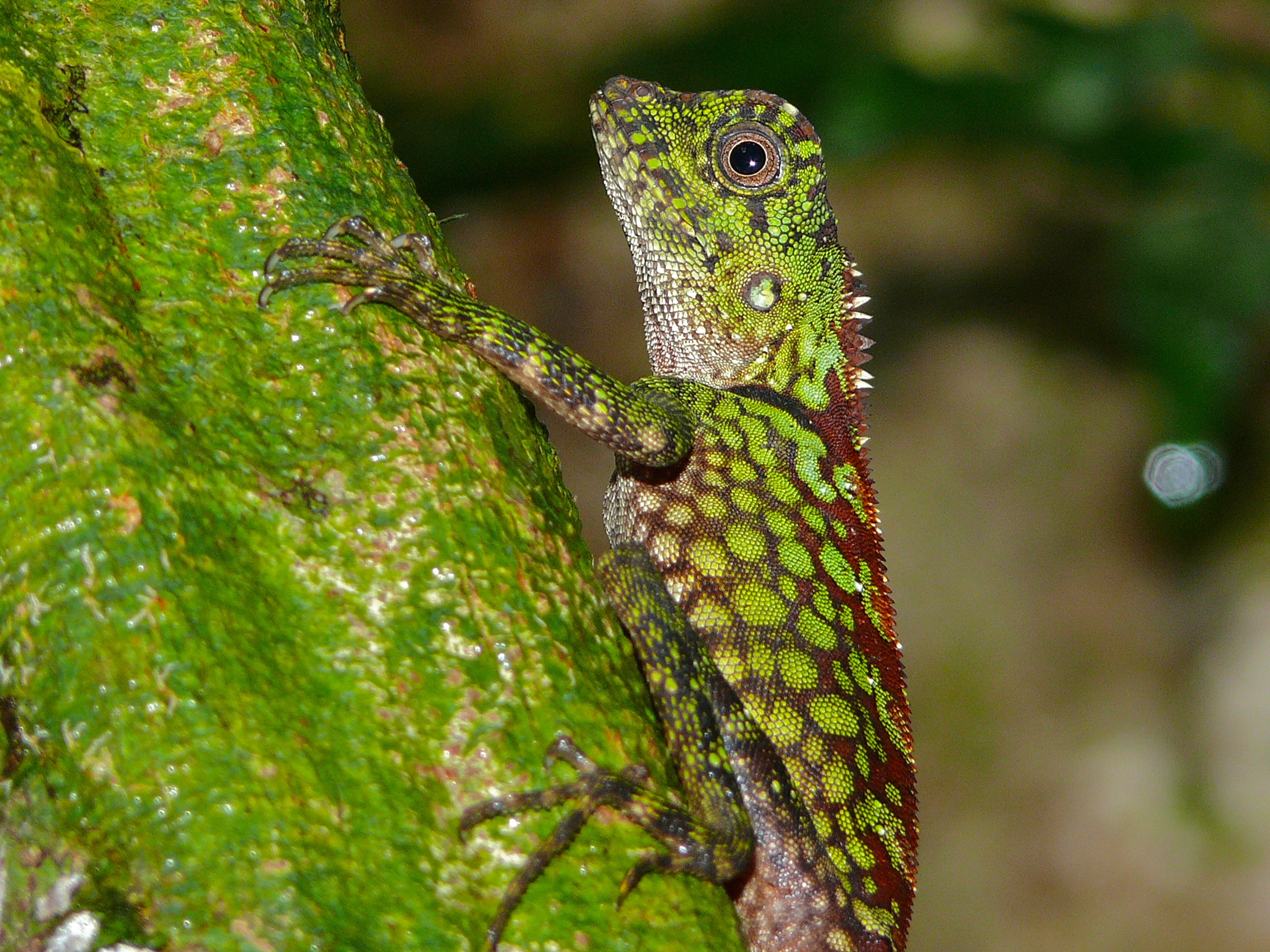
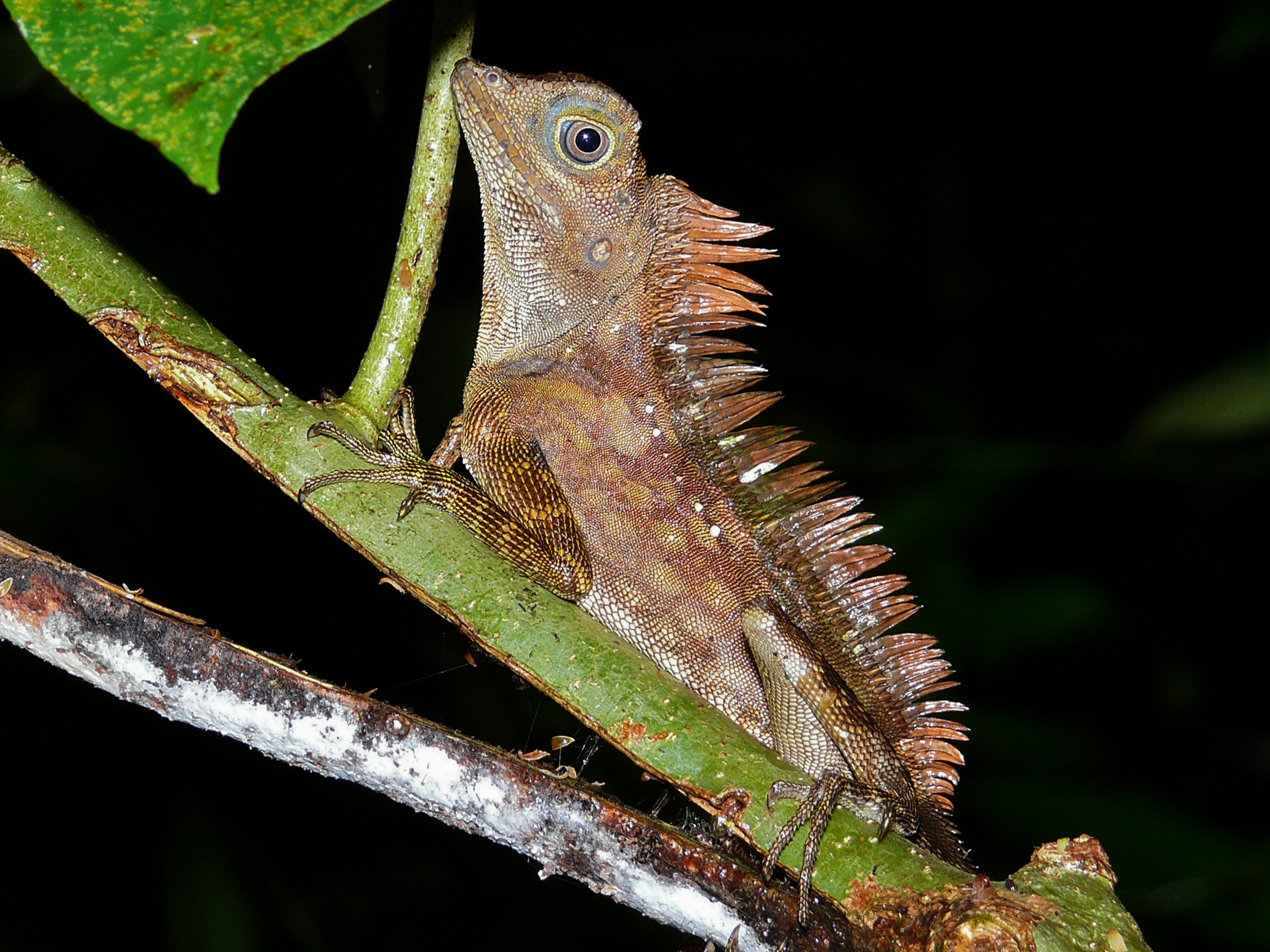
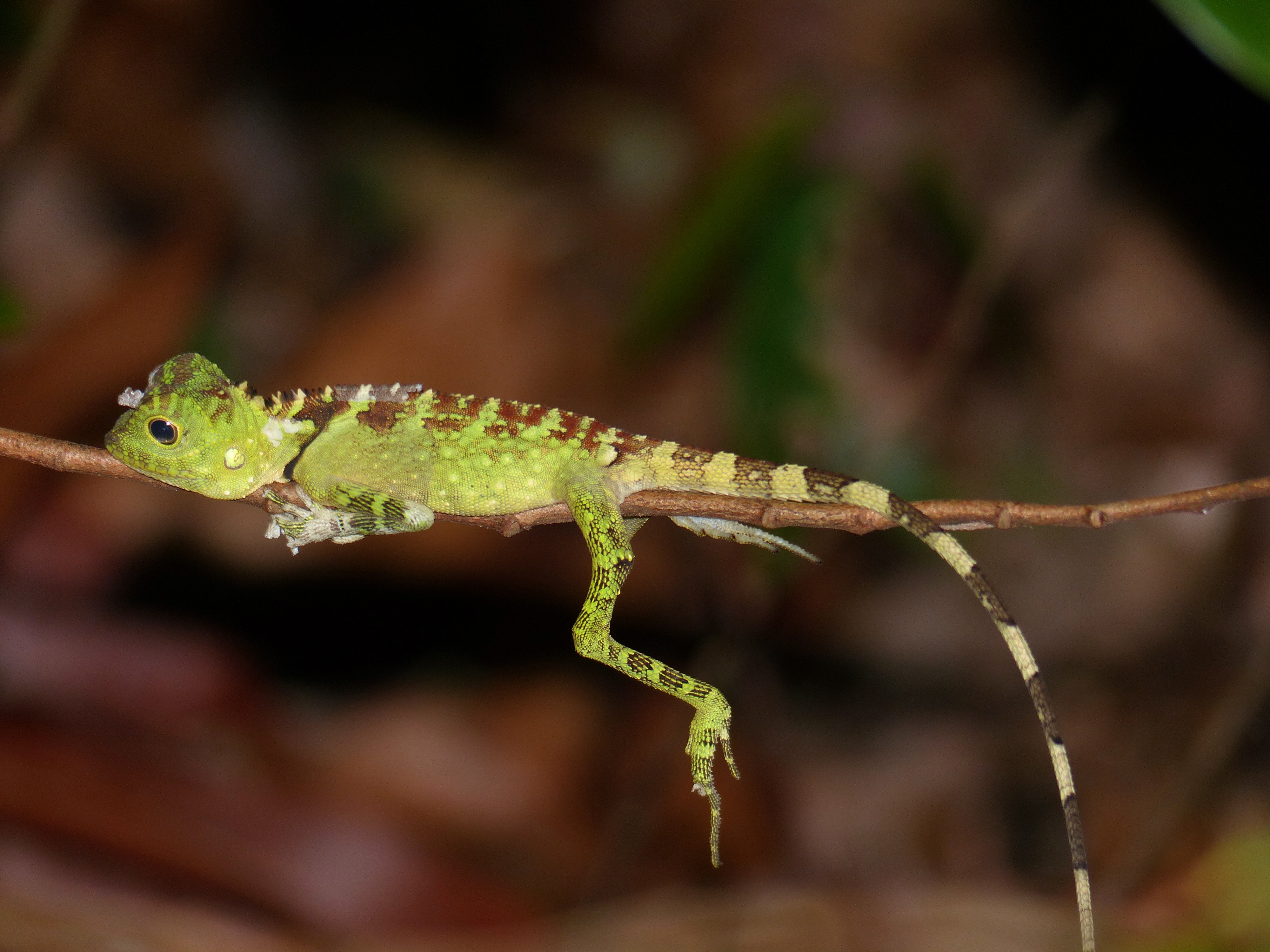